# Кончаківський Микола Семенович
Микола Семенович Кончаківський (псевдо: «Дуб», «Карман»; 1919, с. Рудники, тепер Миколаївська міська громада, Львівська область — 10 листопада 1978, там же) — вояк боївки СБ Дрогобицького надрайонного проводу ОУН під керівництвом Романа Різняка-«Макомацького», довголітній політв'язень радянських тюрем, дисидент.

## Життєпис
Народився у 1919 році в селі Рудники (тепер Миколаївська міська громада, Львівська область).
Член ОУН. У 1939 році служив у Війську Польському, брав участь у боях Другої світової. Під час німецької окупації служив в українській поліції, з якої у 1942 пішов у підпілля. 
Входив до боївки СБ Дрогобицького надрайонного проводу ОУН під керівництвом Романа Різняка-«Макомацького», згодом працював на інших посадах в СБ ОУН.
29 серпня 1950 року потрапив до полону під час бою із загонами НКВС, був засуджений до смертної кари, яку замінили на 25 років таборів. 
Покарання відбував на Далекому Сході й у Мордовії (РФ). В 1963 році за сфабрикованим звинуваченням йому продовжили термін ув'язнення ще на 3 роки. Користувався авторитетом серед політв'язнів, зокрема позитивно про нього відгукувалися Василь Стус, В'ячеслав Чорновіл, Василь Лісовий та інші. Єврейський дисидент Михайло Хейфец написав про нього у своїх нарисах «Святі старики України» та «Бандерівські сини».
2 жовтня 1978 звільнений, повернувся до рідного села, але майже одразу помер 11 листопада. Раптова смерть одразу після звільнення викликала підозру серед української еміграції.